# Ommatotriton ophryticus
Ommatotriton ophryticus – gatunek płaza ogoniastego z rodziny salamandrowatych występujący w zachodnim Kaukazie oraz w północnej Turcji. Dorasta do 13 cm długości i cechuje się brązową i oliwkową skórą na grzbiecie i bokach ciała oraz żółtym lub pomarańczowym brzuchem. Okres godowy trwa od końca lutego do lipca. Gatunek bliski zagrożenia (NT) w związku z szybkim spadkiem rozmiarów populacji na Kaukazie spowodowanym drapieżnictwem ze strony introdukowanego szopa pracza.

## Wygląd
Dorasta do 9–13 cm. Ogon mniej więcej tej samej długości co długość tułowia i głowy. Kończyny oraz palce długie – trzeci palec u dłoni czasami dłuższy od przedramienia, a czwarty palec u stopy dłuższy niż udo. Kończyny oraz palce u stóp u samic są stosunkowo krótsze niż u samców. Skóra prawie całkowicie gładka lub lekko szorstka. Skóra na grzbiecie i bokach ma kolor brązowy lub oliwkowy – występują również małe ciemne kropki na plecach oraz jasne pasma na bokach ciała. Brzuch ma kolor od żółtego do pomarańczowego. Podczas okresu godowego  grzebień u samców cechuje się nacięciami oraz jest bardzo wysoki (do 3 cm). Ma kolor żółtawy lub brązowawy i pokryty jest ciemnymi pionowymi paskami. Podczas tego okresu ogon samców pokryty jest ciemnymi kropkami na górze oraz niebieskimi i zielonawymi kropkami na bokach i spodzie ciała. Na bokach ciała występują srebrne i czarne paski.

## Zasięg występowaniai siedlisko
Występuje w zachodnim Kaukazie, tj. w południowej Rosji i w Gruzji przez północno-zachodnią Armenię i północną Turcję do cieśniny Bosfor. Płaz ten występuje na wysokościach bezwzględnych 0–2750 m n.p.m., najczęściej powyżej 1200 m n.p.m. Zasiedla lasy iglaste, liściaste lub mieszane. W Kaukazie Północnym zagęszczenie wynosi 179 osobników na 1 m³ wody, w środkowym obszarze zasięgu gatunek ten występuje często, a na peryferiach populacje są zazwyczaj małe.

## Rozmnażanie i rozwój
Gatunek ten hibernuje od września/października do lutego/marca na mniejszych wysokościach bezwzględnych i kwietnia/maja na większych wysokościach bezwzględnych. Okres godowy trwa od końca lutego do lipca w zależności od pogody oraz wysokości bezwzględnej. U samców występuje silny terytorializm. Samica składa jaja w porcjach 1–53 w ciągu dnia w przedziałach 2–11-dniowych. Embriogeneza trwa 12–30 dni, a do przeobrażenia dochodzi po 70–150 dniach. W niektórych górskich stawach larwy hibernują i do przeobrażenia dochodzi w następnym roku. Dojrzałość płciowa osiągana jest po 3–5 latach, a maksymalna długość życia wynosi 8–21 lat.

## Status
Gatunek bliski zagrożenia (NT) w związku z szybkim spadkiem populacji na Kaukazie spowodowanym drapieżnictwem ze strony introdukowanego szopa pracza. Gatunkowi temu zagraża również odłów w celach hodowlanych. Na Kaukazie zagraża mu również utrata i fragmentacja siedliska, nadmierny wypas oraz urbanizacja. Wykazano, że w zachodnim Kaukazie w niektórych zbiornikach wodnych szop pracz jest w stanie zjeść około połowy osobników w wieku reprodukcyjnym w ciągu roku.